# La luz, tríptico de la vida moderna
La luz, tríptico de la vida moderna es una película de cine mudo romántica mexicana de 1917, dirigida por Manuel de la Bandera, y escrita por Gabriele D'Annunzio y Señor Genin adaptando el guion original de Il fuoco, una cinta italiana de Giovanni Pastrone.

## Argumento
La película se divide en tres segmentos: Alborada, Cénit y Ocaso. Un príncipe moribundo vive una tormentosa historia de amor con una «mujer fatal», a quien no le importan sus sentimientos.

## Reparto
- Emma Padilla como ella, la mujer fatal[3]
- Ernesto Agüeros como él, un príncipe moribundo[3]

### Con personajes desconocidos
- Evelia Padilla[3]
- Margarita Cantón[3]
- Carlos de Juambelz[3]
- Carlos Clindor[3]
- Francisco Escobedo[3]

## Preservación
No se tiene registro de ninguna copia preservada de la cinta, por lo que es considerada como una película perdida. En 2011, se publicó una lista de películas mexicanas perdidas buscadas por la filmoteca de la Universidad Nacional Autónoma de México (UNAM), en la que se incluyó a La luz, tríptico de la vida moderna.